# Bambusa oliveriana
Bambusa oliveriana är en gräsart som beskrevs av James Sykes Gamble. Bambusa oliveriana ingår i släktet Bambusa och familjen gräs. Inga underarter finns listade i Catalogue of Life.